# Price Márton Péter
Price Márton Péter (Budapest, 1994. február 2. –) magyar magaslati expedíciós hegymászó, üzletember.

## Élete
Kettős, angol és magyar állampolgárként született. Gyermekkorát Gödöllőn töltötte, és a Gödöllői Waldorf Gimnáziumban érettségizett, mely után az angol Cambridge-i Egyetemen folytatta tanulmányait, ahol Land Economy szakon szerzett diplomát.
Jelenleg Londonban él, ahol egy magántőke alapnál dolgozik befektetési üzletemberként.

## Hegymászói pályafutása
A magaslati hegymászást 2021 decemberében kezdte, a himalájai Lobuche 6119 m-es északi csúcsának megmászásával, valamint az Everest 5364 m-es alaptáborának elérésével. Ezt követően kezdte felkészülését a 8000 m-es hegyekre.

### Manaszlu– 2022. szeptember
Az Imagine Nepal ügynökséggel (Mingma G ügynöksége) történt egyeztetés után pontosodott, hogy a Londonban élő, magyar útlevelével regisztrált Price Márton Péter szeptember 28-án pótlólagos oxigén használatával feljutott a Manaszlu legmagasabb pontjára (8163 m, true summit).
Két csapattársa, a japán Ishikawa Naoki és a thaiföldi Kitti Boonnitrod az őket vezető serpák (Pasang Dawa, Pemba Tenzing és Tamting) társaságában érték el 2022 ősszel elsőként a csúcsot az Imagine Nepal ügyfelei közül.
Az idő szeles volt, a csapatból többen már a 4-es táborban (kb. 7400 m), néhányan a csúcstámadás közben adták fel a kísérletüket.
Honfitársunkat a veterán Pa Dawa serpa vezette, aki eddig már huszonöt alkalommal járt az Everesten, nyolc alkalommal a Cso-Oju és egy-egy alkalommal a Lhoce és a Manaszlu csúcsán.
Az Imagine Nepál tájékoztatása szerint Price Márton Péter és Ishikawa Naoki "rapid" mászást végzett. Mindketten szeptember 19-én érkeztek Nepálba, és 28-án már fel is jutottak a csúcsra. Az utazása előtt hypoxiás tréninget alkalmazott.

### Mount Everest– 2023. május
2023. május 14-én feljutott a Csomolungma 8848 m-es csúcsára, szintén Pa Dawa serpa vezetésével, az Imagine Nepal ügynökséggel.

## Eredményei
Price Márton Péter eddig a 14. nyolcezer méternél magasabb hegycsúcsok közül kettőt, a Manaszlu 8163 m-es főoromcsúcsát, valamint a Csomolungma 8848 m csúcsát mászta meg.
- 2022 – Manaszlu (8163 m)
- 2023 – Csomolungma (8848 m)